# Хроматичне число

Розфарбовування графа Петерсена у 3 кольори.

Хроматичне число графа G — мінімальна кількість кольорів, в які можна розфарбувати вершини графа G таким чином, щоб кінці будь-якого ребра мали різні кольори. Позначається як χ(G).

## Визначення
Хроматичне число графа — мінімальне число {\displaystyle k}, таке що множину {\displaystyle V} вершин графа можна розбити на {\displaystyle k} класів {\displaystyle C_{1},C_{2},\ldots ,C_{k}}, що не перетинаються:
{\displaystyle V=\bigcup _{i}^{}C_{i};\ C_{i}\cap C_{j}=\varnothing ,}
таких, що вершини в кожному класі незалежні, тобто будь-яке ребро графа не з'єднує вершини одного й того ж класу.

## Пов'язані визначення
- K-розфарбовний граф — граф, хроматичне число якого не перевищує {\displaystyle K}. Тобто його вершини можна розфарбувати {\displaystyle K} різними кольорами так, що кінці будь-якого ребра будуть різних кольорів.
- K-хроматичний граф — граф, хроматичне число якого дорівнює {\displaystyle K}.

## Реброве розфарбування

Реброве розфарбування кубічного графа

Хроматичний клас графа G — мінімальна кількість кольорів , в які можна розфарбувати ребра графа G так, щоб суміжні ребра були різних кольорів. Позначається χ'(G). Проблема ребрового розфарбування довільного плаского кубічного графа без мостів трьома кольорами еквівалентна відомій Проблемі чотирьох фарб. Реброве розфарбування визначає 1-факторизацію графа.

## Хроматичний многочлен

Цей граф може бути розфарбувати у 3 кольори 12-ма способами.

Якщо розглядати кількість відмінних розфарбувань позначеного графа як функцію від доступної кількості кольорів t, то з'ясується, що ця функція завжди буде поліномом від t. Цей факт був виявлений Біркгофом і Д. С. Люїсом-мол. при спробі довести гіпотезу чотирьох фарб.
Розглянемо граф, зображений на малюнку. Використовуючи лише три кольори, існує 12 варіантів розфарбування. З двома кольорами його взагалі не можна розфарбувати. З чотирма, він може бути розфарбований у 24 + 4*12 = 72 спосіб: використання всіх чотирьох дає 4! = 24 правильних розфарбувань; і для кожного вибору 3-х з 4-х доступних кольорів маємо 12 варіантів. Таким чином, таблиця кількості правильних розфарбувань виглядає таким чином:
| Доступно кольорів      | 1 | 2 | 3  | 4  | … |
| Кількість розфарбувань | 0 | 0 | 12 | 72 | … |

Хроматичний многочлен — функція P(G, t), яка рахує кількість t-розфарбувань G. Для графа з малюнка P(G, t) = t(t − 1)2(t − 2), і насправді, P(G, 4) = 72.
| Трикутник {\displaystyle K_{3}}      | {\displaystyle t(t-1)(t-2)}                                                            |
| Повний граф {\displaystyle K_{n}}    | {\displaystyle t(t-1)(t-2)...(t-(n-1))}                                                |
| Дерево с {\displaystyle n} вершинами | {\displaystyle t(t-1)^{n-1}}                                                           |
| Цикл {\displaystyle C_{n}}           | {\displaystyle (t-1)^{n}+(-1)^{n}(t-1)}                                                |
| Граф Петерсена                       | {\displaystyle t(t-1)(t-2)(t^{7}-12t^{6}+67t^{5}-230t^{4}+529t^{3}-814t^{2}+775t-352)} |

## Узагальнення
Також хроматичне число можна розглядати для інших об'єктів, наприклад, для метричних просторів. Так хроматичним числом площини називається мінімальне число χ таке, що існує розфарбування всіх точок площини в один із χ кольорів і при цьому ніякі дві точки одного кольору не розташовані на відстані 1 одна від одної (площина не містить монохроматичних відрізків довжини 1). Аналогічно для простору будь-якої розмірності.

## Значення для теорії графів
Багато глибоких задач теорії графів легко формулюються в термінах розфарбовування. Найвідоміша з-посеред таких задач, проблема чотирьох фарб, на сьогодні розв'язана, однак з'являються нові, наприклад, узагальнення проблеми чотирьох фарб, гіпотеза Хадвігера.